# Nordmakedonien
Nordmakedonien, officiellt Republiken Nordmakedonien, (makedonska: Република Северна Македонија, albanska: Republika e Maqedonisë së Veriut) är en republik i Sydeuropa. Landet ligger på Balkanhalvön och gränsar i väst till Albanien, i norr till Serbien och Kosovo, i öst till Bulgarien och i söder till Grekland. Nordmakedoniens huvudstad heter Skopje. I september 1991 utropade landet sin självständighet från SFR Jugoslavien, vilken erkändes i april 1993.
Länge användes namnet Makedonien (formellt före detta jugoslaviska republiken Makedonien eller Republiken Makedonien). En tvist med Grekland om rätten till landets namn fick slutligen sin lösning 12 februari 2019, då landet officiellt antog namnet Nordmakedonien.
Svårtillgängliga bergskedjor har bildat naturliga geografiska barriärer mot grannländerna. Bergen sträcker sig mellan Nordmakedonien och Grekland i söder; Korabmassivet i nordväst går längs gränsen mot Albanien. En stor del av landet upptas av högland, som reser sig mer än 2 000 meter över havet. Floden Vardar rinner upp i nordväst, flyter först norrut, genomkorsar sedan landets inre i riktning mot sydost och rinner i Grekland ut i Egeiska havet.
Ungefär en fjärdedel av arealen används till jordbruksändamål. De viktigaste grödorna är spannmål, frukt, grönsaker och bomull; djurhållningen koncentreras främst kring får och mjölkkor. Jordbruket täcker hemmamarknadens behov av baslivsmedel, och tack vare landets rika kolförekomster är Nordmakedonien oberoende av energiimport. Tillverkningsindustrin har drabbats hårt sedan självständighetsförklaringen, delvis på grund av tidigare handelsembargon som Grekland hade infört mot landet. Dessa embargon är dock numera upphävda och kan förändra det ekonomiska läget i framtiden. Av de tidigare jugoslaviska republikerna är Nordmakedonien för närvarande den minst utvecklade, och den låga levnadsstandarden utgör ett stort bekymmer.

## Namn
Efter självständigheten från det forna Jugoslavien motsatte sig Grekland benämningen Makedonien på den nya staten. Det fanns därför greker som i stället använde den nya statens huvudstad Skopjes namn. I Grekland finns sedan länge en provins som heter Makedonien som tillhörde det antika Makedonien. Den nuvarande provinsen i Grekland är till ytan större än Nordmakedonien.
Det historiska Makedonien är internationellt sett mycket känt. Alexander den store, en makedonsk kung, genomförde under 300-talet f.Kr. en storslagen erövringskampanj i Mellanöstern med Makedonien som bas. Makedonien, som då bestod av ungefär det geografiska området med samma namn som idag ligger i Grekland och södra halvan av dagens Nordmakedonien, erövrade under hans ledning en enorm landmassa från Egypten och Turkiet i väster till Samarkand, Chiva och Buchara (viktiga centralasiatiska handelsstäder längs Sidenvägen) och Indusflodens dalgång i dagens Pakistan i öster. Han räknas i västerländsk historieskrivning som ett av de största militära genier som någonsin existerat.
Grekland ansåg att invånarna i den nya staten de facto lade beslag på de antika makedoniernas historia, vilket grekerna motsatte sig. Eftersom dagens makedonier, liksom övriga folk i tidigare Jugoslavien är slaver, ansåg Grekland att dessa saknade koppling till det antika Makedonien. Grekerna hävdade därigenom att makedonierna ägnade sig åt en form av historisk identitetsstöld eller varumärkesintrång.
Som ett resultat av konflikten erkände EU och Förenta nationerna (FN) staten under den provisoriska referensen "Före detta jugoslaviska republiken Makedonien" (eng: "Former Yugoslav Republic of Macedonia", förkortat "FYROM"). Mellan 1991 och 2019 fördes en dialog om statens namn, företrädesvis med Grekland. Grekland protesterade i november 2004 när USA:s kongress valde att erkänna landet under det konstitutionella namnet Republiken Makedonien.
Fram till 2019 var Nordmakedonien erkänt under det konstitutionella namnet Republiken Makedonien av 133 länder.
I samband med förhandlingarna inför republiken Makedoniens medlemskap i försvarsalliansen Nato i mars 2008 lade Grekland in sitt veto mot medlemskapet, om inte staten ändrade sitt namn. Detta ledde till att det planerade medlemskapet i försvarsalliansen sköts upp på obestämd tid. Detta ledde till att konflikten trappades upp och republiken Makedonien drog Grekland inför Internationella domstolen i Haag för landets vägran att godkänna republiken Makedonien som Nato-medlem, vilket enligt deras åsikt stred mot interimsavtalet länderna emellan.
Efter att namnkonflikten kunde lösas blev Nordmakedonien 2020 Natomedlem.

## Historia
På 300-talet f.Kr. tillhörde de södra delarna av det nuvarande Nordmakedonien Alexander den stores imperium medan de centrala och norra delarna gick under namnet Paionien. Senare kom området att ingå i de romerska provinserna Macedonia och Moesia Superior. Från 400-talet e.Kr. avlöste en rad härskare varandra. Omkring år 600 slog sig slaviska stammar ner i området som blev helt kristet på 800-talet under Boris I av Bulgarien.
Under 1300-talet erövrades området av det Osmanska riket. I samband med Osmanska rikets nedgångstid under 1800-talet stred Grekland, Bulgarien, och Serbien om herraväldet över Makedonien, som efter Balkankrigen (1912–1913) delades upp mellan dessa länder. Den del som tillföll Serbien gick under namnet Vardar Makedonien, efter floden Vardar. Efter första världskrigets slut införlivades den norra delen av Makedonien 1918 i Kungariket Jugoslavien. Under denna tid kallades dagens Nordmakedonien Vardarbanovina.
Under andra världskriget (1941–1945) ockuperades Jugoslavien av axelmakterna, och området delades mellan Bulgarien och det av Italien ockuperade Albanien. I slutet av kriget blev området en av de sex likställda jugoslaviska delrepublikerna (Slovenija, Hrvatska, Bosna i Hercegovina, Serbija, Crna Gora och Makedonija). Makedonskan var ett av de tre officiella språken i socialistiska förbundsrepubliken Jugoslavien och delrepubliken fick namnet Folkrepubliken Makedonien, 1963 ändrat till Socialistiska republiken Makedonien.
När Jugoslavien började falla sönder i början av 1990-talet började den tidigare jugoslaviska delrepubliken eftersträva full självständighet under namnet Makedonien. Samtidigt såg nationalistiska krafter i grannländerna möjligheten att dra fram gamla argument mot statens status som nation. Det finns bulgarer och greker som betraktar landet som en ”konstgjord stat”, utan någon makedonsk nationell identitet. Makedonska språket ses i Bulgarien som en bulgarisk dialekt. Grekland har hävdat en historisk rätt till namnet Makedonien. Dessutom har serbiska nationalister kallat området för ”Sydserbien”
I september 1991 lämnade republiken den jugoslaviska federationen. Landet blev självständigt, och drogs snart in i namnkonflikten med Grekland (se nedan). Den tidigare jugoslaviska republiken Makedonien var en av de delrepubliker i det forna Jugoslavien som aldrig drabbades av krig.
Den 26 februari 2004 omkom landets dåvarande president Boris Trajkovski vid en flygolycka på väg till ett möte i Mostar. Den efterföljande utredningen kom fram till att olyckan orsakades av besättningens misstag under inflygningen.
Landet ansökte om EU-medlemskap den 22 mars 2004 och fick kandidatstatus den 17 december 2005.
Landet ansökte om medlemskap i Nato, vilket Grekland utnyttjade sitt veto emot. Efter att Prespaavtalet skrevs under drog Grekland tillbaka sitt veto mot ett medlemskap. Den 27 mars 2020 inträdde Nordmakedonien i Nato.

## Geografi

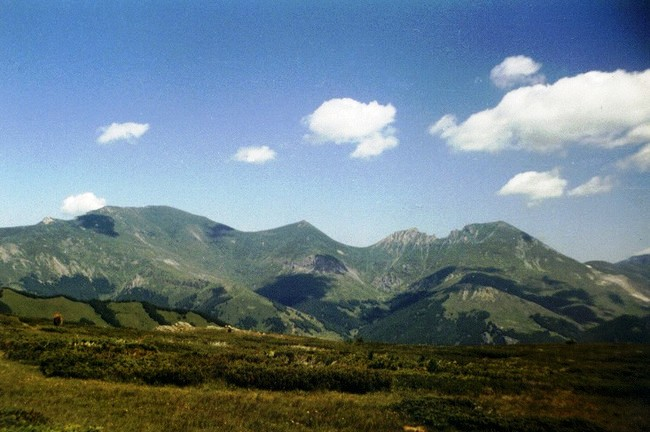
Šarbergen.

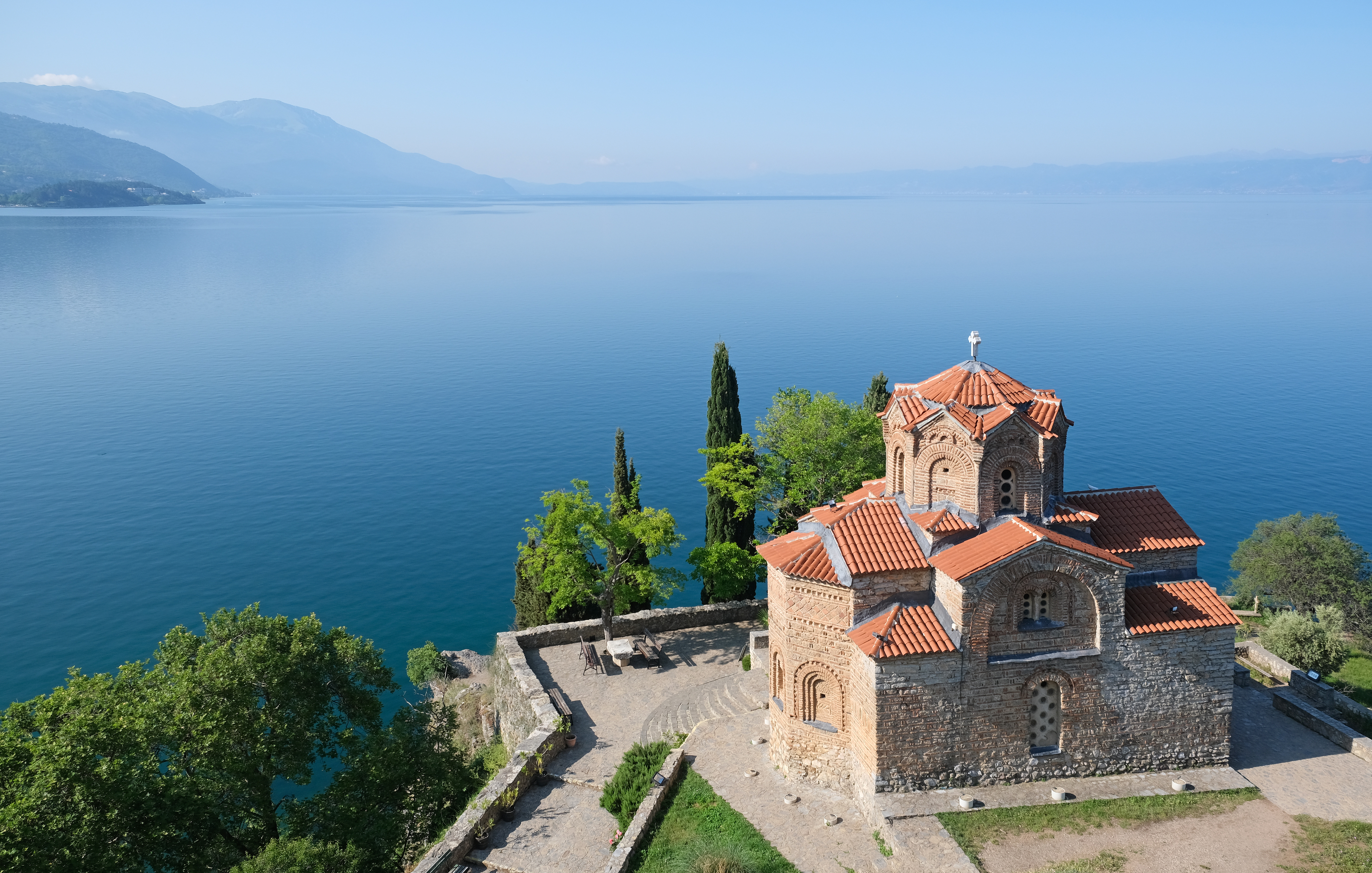
Sankt Johannes kyrka i Kaneo vid Ohridsjön.

### Topografi
Nordmakedoniens geografi kännetecknas av bland annat ett centralt lågland, genomflutet av Vardar och dess bifloder. Omkring låglandet finns även berg, inklusive det 2 540 meter höga Jakupica. Västra Nordmakedonien är bergigt, med Šarbergen över gränsen till södra Serbien och i söder Jablanicabergen (högsta topp 2 257 m ö.h.). Ohrid- och Prespasjöarna markerar det sjölandskap som finns längst i sydväst, vid gränsen mot Albanien och Grekland.

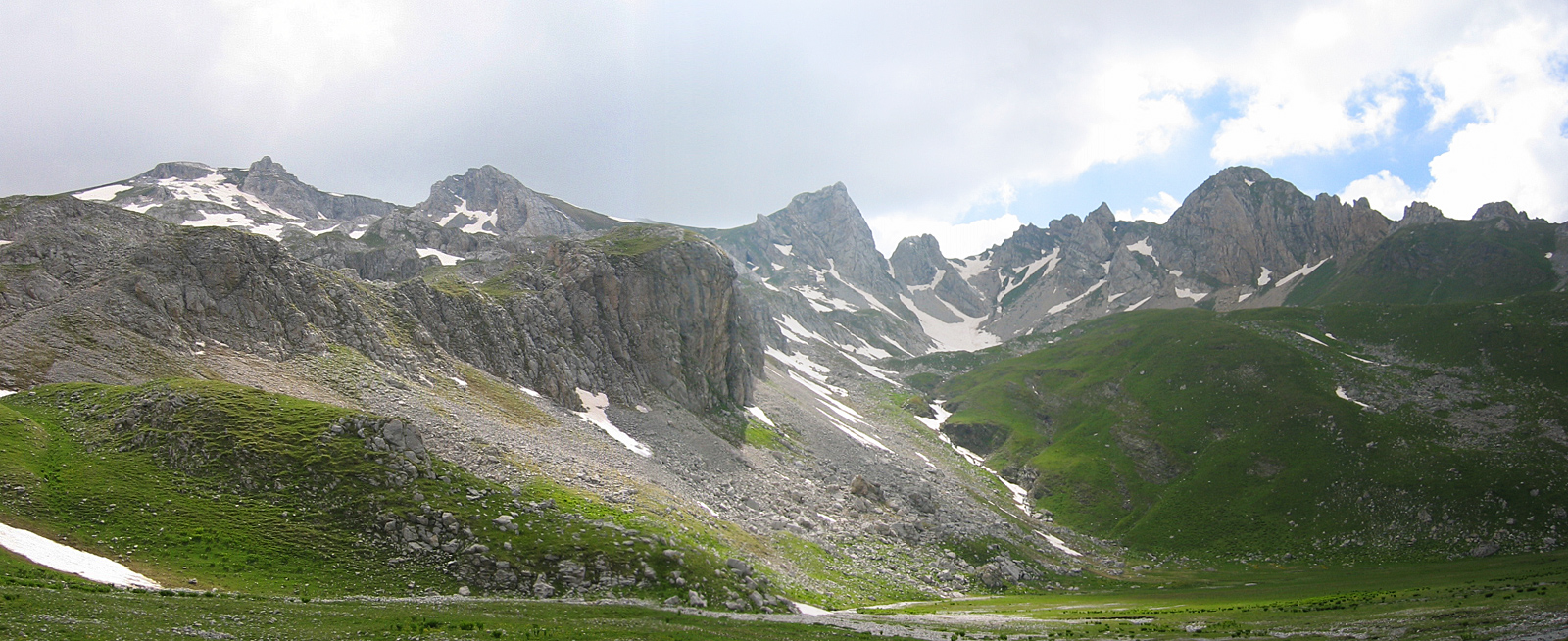
Korabberget är Nordmakedoniens högsta berg.

Landet gränsar i söder mot Grekland, över Kožuf- och Nidžebergen. Östgränsen, mot Bulgarien, är även den bergig, med flera bergstoppar på över 2 000 m ö.h. Nordmakedonien ligger i anslutning till kanten av en kontinentalplatta, och jordbävningar förekommer. 1963 lades huvudstaden Skopje i ruiner av en kraftig jordbävning.

### Klimat
Klimatet i landet har kontinental prägel. Nederbörden är ganska jämn över årets alla månader, och på vintern faller den mest som snö. På högre höjd ligger snötäcket många månader varje år. I Skopje är medeltemperaturen i januari 1 °C, medan den i juli är 23 °C. Den totala årsnederbörden är ungefär 500 mm.

### Växt- och djurliv
Lövskog dominerar den naturliga vegetationen på lägre bergssluttningar, med bland annat orientalisk avenbok, olika arter av lönn och ek, mannaask och europeisk humlebok. Högre upp i bergen består skogarna av bok och barrträd. Här finns både makedonisk tall och silvergran. De högsta bergen når ovan trädgränsen, karaktäriserade av gräshedar (ofta hårt betade) och myrmarker.
Bland de större däggdjur som förekommer i landet kan nämnas vildsvin, rådjur, gems, guldschakal, rödräv och varg. Längst i nordväst förekommer även lodjur och brunbjörn. Bland de många fågelarterna inräknas 27 arter av rovfåglar, samt Europas alla arter av hackspettar. I vissa sjöområden (inklusive Ohridsjön) finns både krushuvad och Rosaryggig pelikan. Ohridsjön är djup och är geologiskt av äldre ursprung; den är avsatt som världsarv, bland annat för dess många endemiska fiskar och mindre djur.

### Naturskydd
Det finns tre nationalparker i Nordmakedonien – Mavrovo, Galičica och Pelister (alla tre uppe i bergen). Därutöver har ett antal naturreservat och nationalmonument etablerats. Ungefär sju procent av landets yta bestod år 2012 av på olika sätt skyddad natur.

## Styre och politik

### Författning och styre
Nordmakedoniens författning antogs i november 1991. Den lagstiftande makten ligger hos parlamentet (Sobranie), som består av 120 ledamöter valda för fyra år, samt tre ledamöter som representerar utlandsboende makedonier. Presidenten väljs direkt av folket för en mandatperiod på fem år och kan omväljas en gång. Den verkställande makten ligger hos regeringen, där presidenten utser regeringsbildaren. Regeringen måste godkännas av parlamentet och kan avsättas genom en misstroendeförklaring.

### Administrativ indelning

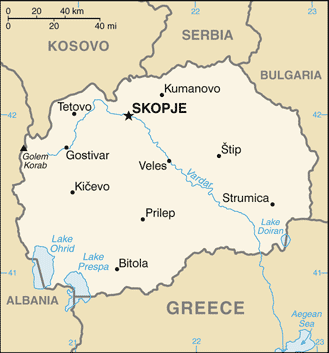
Karta över Nordmakedonien.

Republiken är uppdelad i 80 kommuner (opštini), som har ansvar för flera viktiga funktioner inom sociala, rättsliga och ekonomiska områden.

## Ekonomi och infrastruktur
Jordbruket är fortfarande viktigt för Nordmakedoniens ekonomi, men under 2000-talet har tjänste- och servicesektorn vuxit mest.
Nordmakedonien är starkt beroende av omvärlden och har påverkats negativt av konflikter i regionen. Landets ekonomi drabbades hårt när det deltog i sanktionerna mot dåvarande Jugoslavien och förlorade sin största exportmarknad. Samtidigt förvärrades situationen av en grekisk handelsblockad som lamslog stora delar av näringslivet. Efter viss återhämtning på 1990-talet försämrades ekonomin igen av konflikten i Kosovo och etniska oroligheter i landet. Under 2000-talet beviljade internationella valutafonden (IMF) lån mot att landet genomförde reformer inom jordbruk och privatiseringar. Detta ledde till gradvisa förbättringar i ekonomin men också till protester på grund av stigande priser.

### Näringsliv

#### Jordbruk
Jordbruket spelar en viktig roll i Nordmakedoniens ekonomi, där boskapsskötsel, särskilt får och nötkreatur, utgör över hälften av produktionen.
Åkerbruk sker främst i floddalarna, med cirka 20 procent av jordbruksmarken konstbevattnad, exempelvis i områden som Bitola och Prilep. Viktiga grödor inkluderar vete, majs, ris, tobak, citrusfrukter och vindruvor, men jordbruken är ofta småskaliga.
Trots att Nordmakedonien importerar fler jordbruksvaror än det exporterar, har landet potential att bli självförsörjande.

#### Turism
Nordmakedonien har ett bra turistklimat. I mars 2008 ökade antalet utländska besökare med 44,7 procent jämfört med motsvarande månad föregående år och antalet inhemska turister ökade med 23,5 procent. År 2007 drog staden Ohrid till sig 250 000 besökare. I februari 2009 ökade antalet besökare med 3,2 procent jämfört med motsvarande period 2008 medan antalet utländska besökare ökade med 6,1 procent. Under 2009 steg det totala antalet besökare i landet till 587 700, av vilka 56 procent var inhemska turister medan 44 procent av besökarna var från utlandet. Antalet övernattningar år 2009 var 2 101 606, varav inhemska turister stod för omkring 72 procent medan utländska besökare stod för omkring 28 procent av övernattningarna. Samma år ökade antalet övernattningar med utländska besökare med 1,5 procent. År 2011 drog landet till sig 650 000 besökare. Huvudstaden Skopje var en av de mest besökta platserna (154 163 besökare). Bland de utländska turisterna år 2011 var Grekland det vanligaste ursprungslandet, följt av Turkiet och Serbien. Nederländerna var det vanligaste ursprungslandet bland besökare från andra delar av kontinenten än Balkanhalvön.
Under somrarna är sjöarna Ohrid, Prespasjön och Dojransjön de mest populära turistattraktionerna. Under vintern åker många till skidorterna Pelister, Mavrovo, Sarplanina, Krusevo och Kozuv. Även utgrävningarna av de antika makedonska städerna som Stobi och Heraclea-Lyncestis är turistmål.
Populära turistmål är: Skopje, Ohrid, Struga, Bitola, Kruševo, Mavrovo, Popova Sapka, Lazaropole, Galičnik, Ohridsjön, Prespasjön, Dojransjön, Heraclea-Lyncestis, Kokino, Baba med toppen Pelister, Galičica.

### Handel
Under 2020 uppgick Nordmakedoniens export till 7,18 miljarder amerikanska dollar, medan importen låg på 8,76 miljarder dollar. Detta resulterade i ett handelsunderskott på cirka 1,5 miljarder dollar. De största exportmarknaderna 2019 var: Tyskland (45 procent), Serbien (8 procent) och Bulgarien (5 procent). Bland de viktigaste exportvarorna finns livsmedel, drycker, tobak, textilier, järn, stål och bildelar.
De främsta importmarknaderna 2019 var: Tyskland och Storbritannien (vardera 14 procent) samt Grekland och Serbien (vardera 8 procent). De huvudsakliga importvarorna omfattade olja, naturgas, maskiner, fordon, kemikalier och livsmedel.

### Infrastruktur

#### Transporter
Skopje och Ohrid har internationella flygplatser. Det finns även en civil flygplats i Stankovec där över 300 000 albanska flyktingar sökte skydd under Kosovokriget 1999. Det finns även en flygplats nära staden Štip som ofta används som övningsbas av det makedonska flygvapnet.
Järnvägarna är förhållandevis glest utbyggda i Nordmakedonien. Järnvägsnätet når ut till framförallt Serbien och Grekland. Skopje har regelbunden tågtrafik dels inom Nordmakedonien men också till grannländerna. Från Serbien går en viktig järnvägslinje som sedan fortsätter till Grekland; denna går via Skopje vilket gör Skopje till en viktig internationell järnvägsstation. Denna bana är också elektrifierad och i tämligen gott skick. Järnvägsnätet ägs av statliga MZ. Det finns även planer, och en budget, som det statliga järnvägsnätet MŽ fått i bidrag av den makedonska staten för att bygga ut järnvägsnätet i Nordmakedonien till Albaniens huvudstad Tirana liksom Bulgariens huvudstad Sofia.
Många vägar i landet är smala och slingriga. De underhålls dock på en normal nivå och har därmed en acceptabel standard. Från gränsen till Serbien går den viktiga motorvägen E75 som fortsätter ner till gränsen till Grekland; denna väg har en hög standard. Runt Skopje finns ett system av motorvägar som ansluter staden till den längre motorvägen.
Nordmakedonien har sedan självständigheten börjat att bygga om vägarna i landet, uppgradera dem och bygga nya motorvägar, vilket har medfört en stor ökning av turismen i Nordmakedonien. Nya motorvägar har även byggts runt om i hela landet, en förlängning håller på att byggas mot bulgariska gränsen, och även till Kosovo väntas nya delar av vägar vara klara fram till 2020[källa behövs].

## Befolkning

### Demografi

#### Större städer

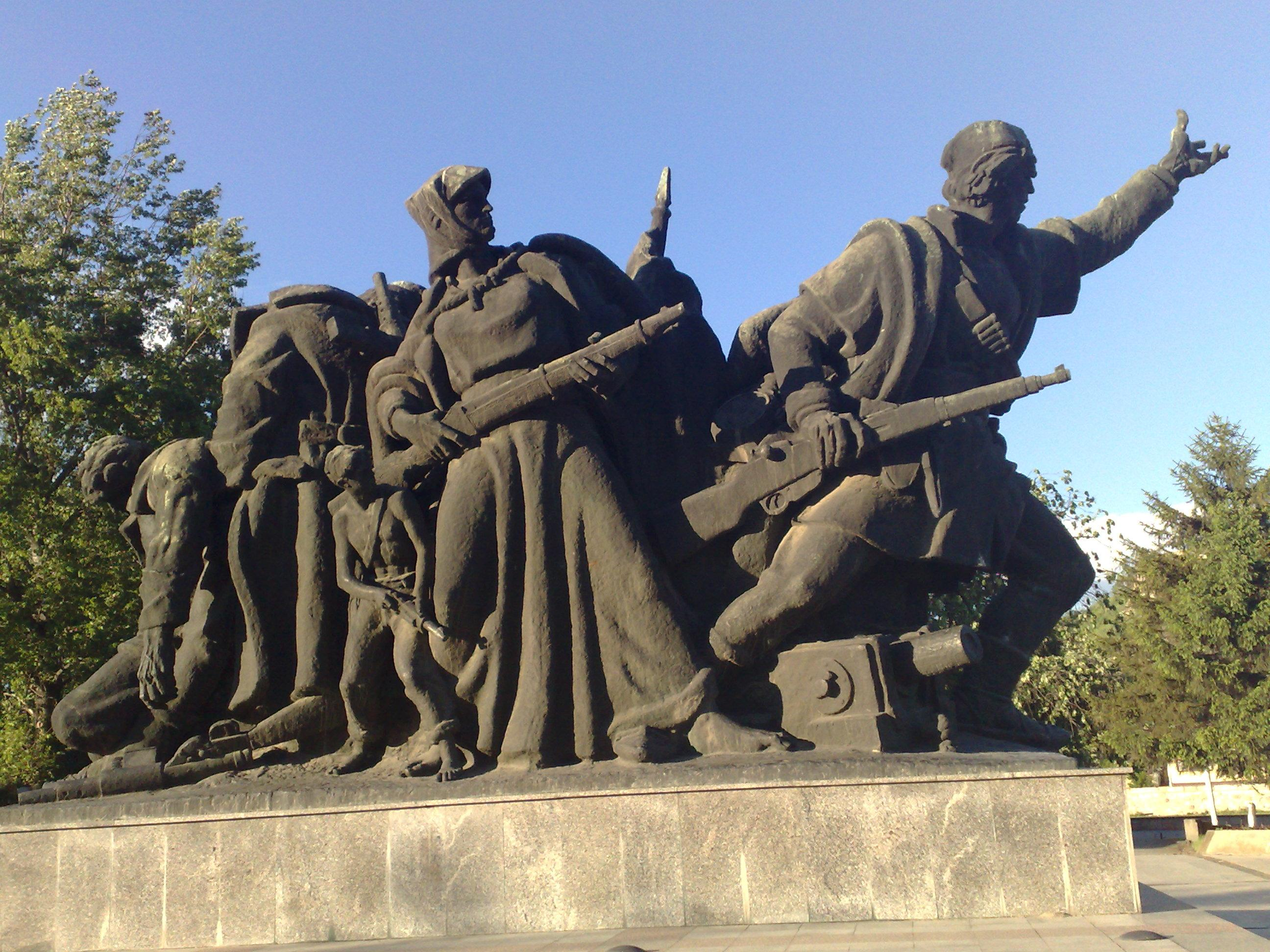
Monumentet "Skopjes befriare" står i Skopjes centrum.

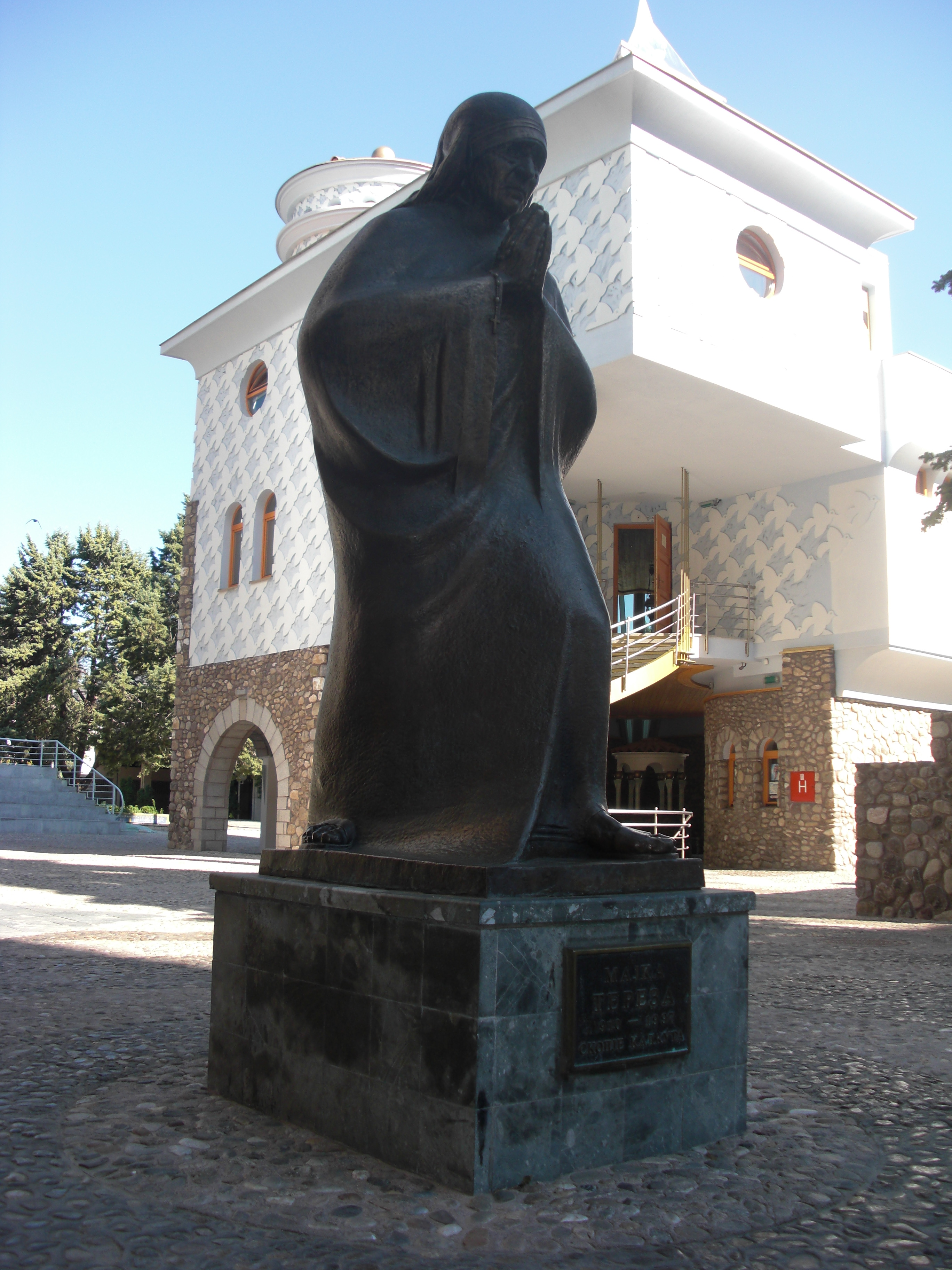
Moder Teresa-staty i Skopje.

Huvudstaden Skopje är landets största stad med 607 000 invånare (2023) och omkring 20,5 procent av Nordmakedoniens befolkning bor i Skopje. Landets näst största stad 2015 var Kumanovo med 73  100 invånare samma år. Andra större städer är Bitola och Tetovo.

#### Minoriteter
Enligt folkräkningen 2002 består befolkningen i landet till två tredjedelar av makedonier och den största minoritetsbefolkningen är albaner (24 procent). I landet fanns även mindre grupper av turkar, valaker samt en del romer och kvarboende serber. Enligt den senaste folkräkningen 2021 utgjorde makedonier fortsatt den största folkgruppen i landet med 58,4 procent av befolkningen. Därefter följde albaner (24,3 procent), turkar (3,9 procent), romer (2,5 procent) och serber (1,3 procent).
Mellan den makedonska och den albanska befolkningen fanns stora etniska spänningar som utmynnade i en väpnad konflikt 2001 sedan albanska rebeller tagit till vapen. Den kunde till slut lösas efter internationell medling och resultatet blev Ohridavtalet, men vissa spänningar mellan grupperna finns fortfarande kvar.

### Språk
Makedonska är ett officiellt språk, men än gäller den lag från 2002 som Ohridavtalet låg till grund för, och som innebär att om andra språk än makedonska talas av åtminstone 20 procent av befolkningen i landets motsvarighet till svenska kommuner ska det språket användas tillsammans med makedonska. Avtalet, som godkändes av parlamentet, innebar dessutom att formuleringar i författningen som kunde tolkas som att Nordmakedonien bara tillhörde makedonierna omarbetades.Albanerna var då i första hand koncentrerade till landets västliga del. Under millenniets första årtionde skedde en albansk urbanisering till framför allt huvudstaden Skopje. I dagsläget går – inte minst på grund av landets önskan att bli EU-medlem – språklösningen mot ungefär samma utformning avseende tryckning och tolkning som när det gäller finska och svenska språken i Finland. Tillämpningen handlar om tillgängligheten till offentliga dokument, vid kommunikation med statliga, regionala och lokala myndigheter och i det kommunala självstyret, men förändringarna är inte på långt när genomförda fullt ut. Förutom albanskan finns det ytterligare språk som i någon enstaka kommun uppfyller dessa kriterier: turkiska, serbiska, romani och arumänska (ibland kallat vlachiska).
Makedonska är ett sydslaviskt språk, och är närmast besläktad med bulgariska och serbiska. Det makedonska språket och makedonska dialekter talas av minoriteter i grannländerna Albanien, Bulgarien, Grekland och Kosovo.

### Religion
Religiös tillhörighet är en central fråga i Nordmakedonien, då den är nära kopplad till etnisk och nationell identitet. Förutom bosniaker är majoriteten av de slaviska talarna i regionen ortodoxa kristna. För att stärka sina nationella identiteter har makedonier, serber och bulgarer grundat egna självständiga ortodoxa kyrkor. Även grekerna i den grekiska regionen Makedonien, som identifierar sig som makedonier, är ortodoxa, men de tillhör den grekisk-ortodoxa kyrkan. Turkar samt de flesta albaner och romer i området är muslimer. Totalt sett är cirka en tredjedel av befolkningen muslimer.

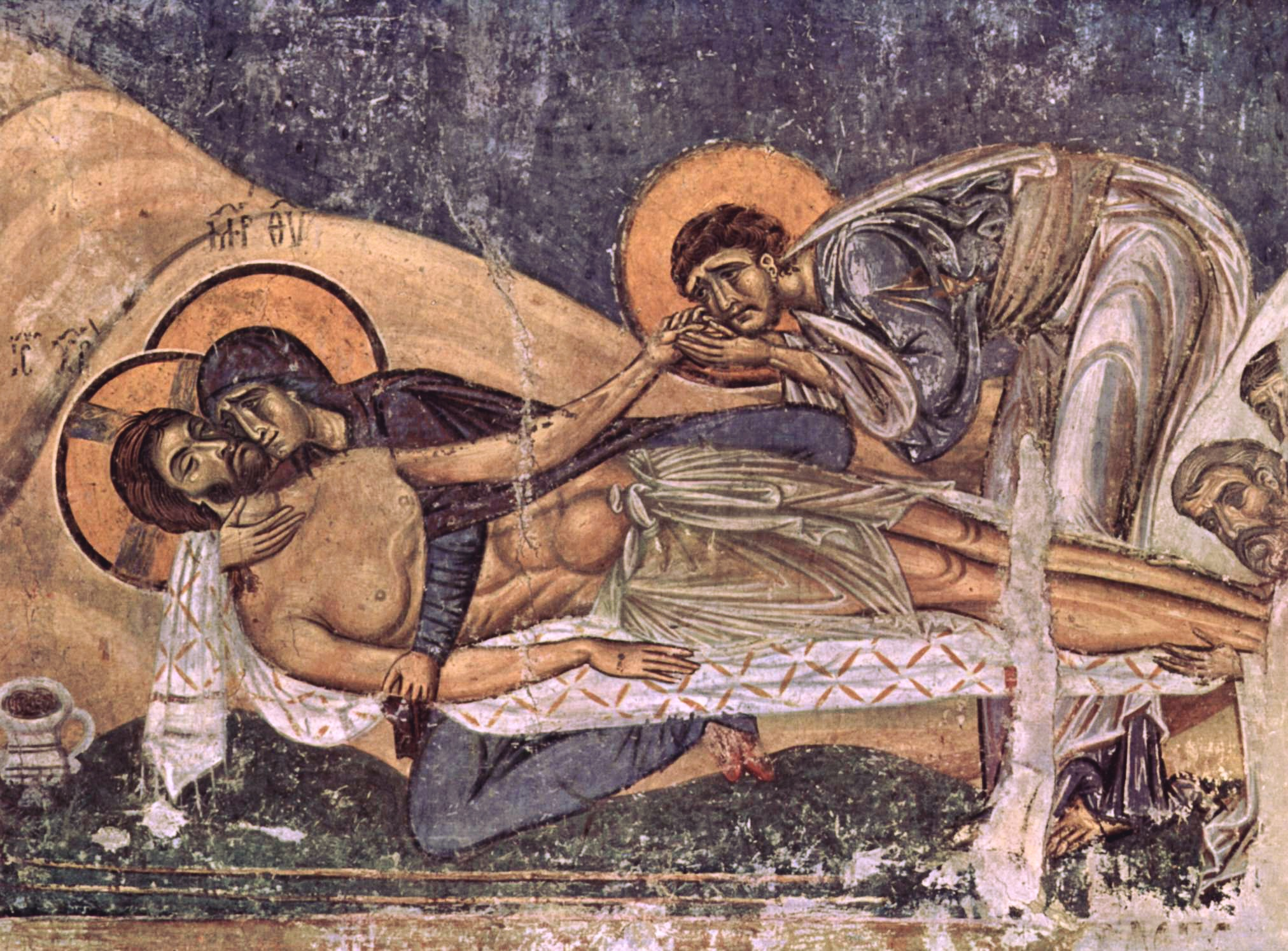
Sankt Panteleimons kyrka.

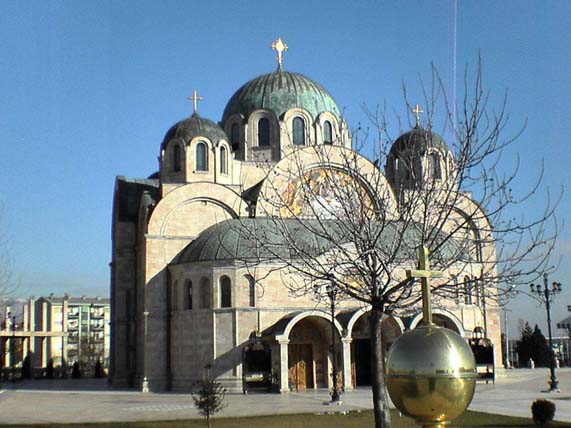
"Heliga treenighetens kyrka", en ortodox kyrka i Radoviš.

Majoriteten av makedonierna tillhör den makedonsk-ortodoxa kyrkan som etablerades 1958 som underställd patriarkatet i Belgrad. Men den östortodoxa kyrkan har funnits längre tillbaka än så i det nuvarande Nordmakedonien. En av de äldsta östortodoxa skolorna startades i landet av Sankt Klemens av Ohrid (Св. Климент Охридски / Sv. Kliment Ohridski). År 1967 förklarade sig den makedonsk-ortodoxa kyrkan som en självständig ortodox gren, och erkändes av den ortodoxa världen 36 år senare, 1993.
Sammanlagt finns det över 1200 kyrkor och 400 moskéer i Nordmakedonien, många av dem är väldigt gamla och omskrivna i historieböckerna.[källa behövs]

## Kultur

### Massmedier
Medielandskapet i Nordmakedonien är mindre omfattande än i andra tidigare jugoslaviska stater och liknar mest Greklands. Medierna har haft en viktig roll i det mångkulturella samhället, men självcensur och koncentration av ägande är vanliga problem. Korruption präglar relationen mellan medier och myndigheter. En kontroversiell medielag antogs 2013 efter debatt och protester från journalister.

#### Press och förlag
Traditionellt har statsägda tidningar som Nova Macedonia och Večer dominerat, men nya privata tidningar har också etablerat sig framgångsrikt. Dagstidningar finns även på albanska och turkiska.

#### Radio och television
Efter självständigheten har radion fått ökad mångfald. Statliga Makedonska Radio Televizija (MRT), tidigare del av Jugoslaviens nätverk, blev 2019 ett public service-bolag med flera kanaler som sänder på olika språk, inklusive albanska och turkiska.

## Internationella rankningar
| Organisation                                | Undersökning                   | Rankning  |
| ------------------------------------------- | ------------------------------ | --------- |
| Heritage Foundation/The Wall Street Journal | Index of Economic Freedom 2019 | 33 av 180 |
| Reportrar utan gränser                      | Pressfrihetsindex 2019         | 95 av 180 |
| Transparency International                  | Korruptionsindex 2018          | 93 av 180 |
| FN:s utvecklingsprogram                     | Human Development Index 2018   | 82 av 189 |